# Нура-Сарысуский водохозяйственный бассейн
Нура-Сарысуский водохозяйственный бассейн — водохозяйственный бассейн в центре Республики Казахстан.
Территория бассейна включает в себя бассейны рек Нура и Сарысу, озёр Тенгиз и Карасор.
На территории Нура-Сарысуского водохозяйственного бассейна проживают около 1 млн. человек.
Водный фонд составляет — 4,59 км³ (один из наименее обеспеченных водными ресурсами бассейн Казахстана). Поступлений воды из сопредельных территорий нет. В пределах бассейна формируется 1,7 км³. 
|                | Распределение запасов пресной воды |
| -------------- | ---------------------------------- |
| Озёра          | 20%                                |
| Водохранилища  | 4%                                 |
| Сток рек       | 33%                                |
| Подземные воды | 25%                                |
| Ледники        | 0%                                 |

Территория бассейна относится к районам резко выраженного недостаточного увлажнения. Особенностью рек бассейна является то, что основной объем годового стока (до 90% и выше) проходит в короткий период весеннего половодья. В остальное время года расходы воды рек значительно уменьшаются, а на большинстве рек сток в этот период и вовсе отсутствует.
На территории Нура-Сарысуского речного бассейна имеется около 2000 озёр и более 400 искусственных водоёмов.
Для снабжения региона водой был построен канал Иртыш — Караганда, который при полной загруженности способен увеличить водный фонд бассейна на 18%.